# Letteratura urdu
La letteratura urdu è la letteratura in quella lingua sbocciata grazie alla spinta dell'invasione islamica in India, a seguito delle campagne militari di Mahmud di Ghazna (inizi XI sec.). La lingua urdu risulta da una base morfologica indo-europea su cui si è inserito un massiccio prestito di parole arabe e persiane, soprattutto per l'influenza decisiva esercitata nel medioevo dalla letteratura persiana. La letteratura urdu nasce nel medioevo e si diffonde progressivamente nel subcontinente indiano, partendo dalle regioni occidentali; è tuttora la principale letteratura del Pakistan oltre ad essere diffusa e apprezzata in India soprattutto negli ambienti musulmani (si ricordi che circa il dieci per cento della popolazione indiana professa l'islam). La letteratura urdu continua anche oltre il 1857, data della ribellione dei Sepoys e della definitiva caduta dell'impero Mughal, che portò a una rapida perdita di influenza delle élite musulmane, per proseguire, dopo la separazione tra India e Pakistan (1947), fino ai nostri giorni.

## Storia della Letteratura Urdu
Si divide in 3 fasi

### 1ª fase: Periodo Dakhini
Nel 1322 la dinastia Tughlaq arriva a Daulatabad nel Sud dell'India e la conquista. Successivamente il dominio si spezzettata in varie dinastie i cui centri più importanti sono Bijapur, Golconda e Gulbarga, centri in cui nasce la prima letteratura Urdu.

### 2ª fase: Periodo di Delhi
Tra il 1500-1700 fiorisce l'Impero Mughal e con esso la letteratura urdu. Delhi diventa un centro di cultura importante essendo capitale dell'Impero Mughal. Caratteristico è il fatto che moduli, stilemi e motivi sono in buona parte tratti dalla prestigiosa tradizione poetica della letteratura persiana, che convivrà d'ora in avanti con quella urdu, al punto che spesso poeti e scrittori di corte sono bilingui (persiano-urdu). Emergono fra gli altri i cosiddetti quattro pilastri del periodo classico della letteratura urdu, tutti fioriti a Delhi: Mirza Sauda, Maẓhar, Dard, Mir Taqi Mir. 
Dopo l'aureo periodo di regno dell'imperatore Akbar (seconda metà del XVI sec.), caratterizzato da grande tolleranza e comunicazione culturale e interreligiosa, ha inizio nel 1658 la decadenza con l'imperatore Aurangzeb che gestisce l'impero con una politica repressiva e intollerante. Si sviluppano torbidi e ribellioni nel paese, come quelle dei Sikh e dei Maratta. 
Con la morte dello stesso imperatore incomincia un processo di sfaldamento dell'impero, molte regioni si rendono indipendenti. Ma il colpo di grazia verrà nella fase centrale del XVIII sec. prima con l'invasione devastante di Nadir Shah, imperatore persiano e poi del suo generale Durrani.

### 3ª fase: Alla corte di Lucknow
Il potere imperiale si va disgregando e la letteratura ne risente. I poeti cominciano a spostarsi verso Lucknow nello Stato dell'Awadh resosi indipendente nel 1722 grazie al Nawwab Sa'adat Khan.
Così si apre la fase di Lucknow della letteratura urdu, in cui ora accanto ai temi religiosi si dà spazio al profano, alle effusioni d'amore e alla critica sociale. Emergono inoltre interessanti voci di scrittrici. I letterati più importanti di questo periodo sono: Jurat, Inshallah Khan, Ranghin, Nasikh, Atish, Baksh Nasikh.

### 2° periodo della scuola di Delhi
A un certo punto Delhi riprende quota e si ha il cosiddetto secondo periodo della scuola di Delhi, in cui emerge tra gli altri Mirza Ghalib, autore di numerosi e bellissimi ghazal. Il più celebre scrittore resta tuttavia Muhammad Iqbal, autore biligue (urdu-persiano) m. 1938, noto per i canzonieri ma soprattutto per uno splendido poema persiano, il Javed-name (Il poema eterno) liberamente ispirato alla Commedia di Dante e all'opera di Goethe. 
Un altro importante esponente della poesia urdu di questo periodo è Altâf Hussain Hâli, considerato uno dei riformatori sia dal punto formale sia contenutistico.
Tra '800 e '900, per l'influsso del romanzo europeo, si sviluppa pure la narrativa, con numerosi romanzi variamente ispirati -anche in chiave di critica sociale- alla realtà indiana. Centro importante della prosa urdu sarà il Fort William College sorto a Calcutta, simbolo dell'imperialismo inglese in India. Tra gli autori si ricordano Mir Amman, Ruswa, Sharar, Nazir di Agra.

### Dalla fondazione del Pakistan a oggi
La letteratura urdu dopo la fondazione del Pakistan (1947), anche a causa delle sequela interminabile di tensioni e conflitti con l'India, si è andata sempre più caratterizzando come importante fattore identitario dei musulmani del subcontinente. In effetti, in urdu scrivono tuttora non solo poeti e romanzieri pakistani ma anche numerosi scrittori musulmani dell'Unione Indiana. Al contempo si è sempre più diffuso tra gli scrittori pakistani, parallelamente a quanto avviene con quelli indiani, il bilinguismo (inglese-urdu). Anzi, talora, è avvenuto il passaggio definitivo all'inglese a scapito dell'urdu, come è il caso di quelli che sono oggi forse i più noti scrittori pakistani (o di origini pakistane), Hanif Kureishi e Tariq Ali, ma si può ricordare anche Nadeem Aslam e Mohammed Hanif, tutti autori di respiro internazionale i cui romanzi sono stati tradotti anche in molte altre lingue europee, compreso l'italiano.

## Traduzioni italiane
- V.Salierno (a cura), Antologia della poesia urdu, Ed. Ceschina, Milano 1963
- Nazir di Agra, Versi, a cura di D. Breda e G. Scarcia, numero monografico di "In forma di parole", Bologna 2006
- Muhammad Iqbal, Il poema celeste, a cura di A. Bausani, Leonardo da Vinci, Bari 1965
- Mirza Muhammad Adi Ruswa, La cortigiana Umrao Ada, L'Harmattan Italia, Torino 2001
- Abdul Halim Sharar, Il matrimonio di Agha Sadiq, a cura di D. Bredi, Eurasiatica Collana del Dip. di Studi Eurasiatici dell'Università di Venezia, Venezia 1989